# Night Warning
Night Warning, edito anche con il titolo Butcher, Baker, Nightmare Maker è un film del 1981 diretto dal William Asher e tratto dal romanzo Butcher, Baker, Nightmare Maker di Joseph Burgo e Richard Natale.

## Trama
Billy Lynch è uno studente di scuola superiore che, in seguito alla morte dei genitori in un incidente stradale, è stato cresciuto dalla iperprotettiva zia Cheryl. A Billy, giocatore di basket di talento, viene offerta la possibilità di una borsa di studio per frequentare l'Università del Colorado, ma sua zia è contraria alla cosa. A scuola, Billy è vittima di bullismo da parte di uno dei suoi compagni di basket, Eddie, il quale è geloso dell'amicizia che ha Billy con il loro allenatore, Tom Landers. Nel frattempo Julia, la fotografa del giornale della scuola, si innamora di Billy.
Quando Billy compie 17 anni, zia Cheryl cambia idea circa la borsa di studio e chiede a Billy di recarsi al negozio di riparazioni per chiedere al tecnico, Phil Brody, di recarsi a casa loro per riparare il televisore. Quella notte, mentre Phil sta riparando il televisore, Cheryl gli fa delle avance sessuali e, quando questi le rifiuta, lo pugnala con un coltello da cucina uccidendolo. Scoperta da Billy e dalla vicina Margie, Cheryl afferma che Phil ha tentato di violentarla e che lei si è dovuta difendere uccidendolo.
Il detective Joe Carlson viene assegnato al caso ed è scettico circa il tentativo di stupro nei confronti di Cheryl. Quando il detective scopre che Phil Brody era omosessuale e che aveva una relazione con l'allenatore di Billy, Tom Landers, inizia a sospettare che l'omicidio possa essere la conseguenza di un triangolo amoroso tra i tre uomini.
Carlson inizia ad interrogare Billy, accusandolo di essere gay e tormenta Landers costringendolo a licenziarsi dal lavoro. Carlson interroga poi anche Julia sulla relazione sessuale tra lei e Billy. Nel frattempo, Cheryl diventa sempre più irrazionale e comincia a drogare il latte di Billy causandogli così uno scarso rendimento nello studio. 
Dopo che Billy e Julia hanno un rapporto sessuale, Cheryl diventa sempre più infuriata con il nipote. In soffitta Billy trova una foto di un uomo di nome Craig, che a detta di zia Cheryl era uno dei vecchi fidanzati di sua madre. Billy chiede Julia di distrarre la zia per permettergli così di indagare sulla cosa. Chiuso in una scatola il ragazzo trova il suo certificato di nascita ed apprende che Cheryl è in realtà sua madre e che Craig era suo padre. Nel frattempo, al piano di sotto, Cheryl, in un impeto di gelosia, colpisce Julia alla testa con un batticarne e droga di nuovo il latte di Billy.
Julia si risveglia in una stanza segreta nel seminterrato dove scopre il cadavere mummificato di Craig e la sua testa mozzata in un barattolo di formaldeide vicino ad un santuario improvvisato. Anche Margie, la vicina di Cheryl, si mette ad indagare per conto proprio e viene uccisa da Cheryl nel bosco dietro casa. Il sergente Cook giunge a casa di Cheryl in cerca di Julia e, dopo aver scoperto che la ragazza è prigioniera nel seminterrato, viene anch'egli ucciso da Cheryl. Julia riesce a fuggire ma è inseguita e nuovamente catturata da Cheryl.
Billy si risveglia in soffitta e mentre sta per telefonare alla polizia viene attaccato da Cheryl. Nella lotta che segue Billy ha la meglio uccidendo Cheryl trafiggendola con un attizzatoio. Billy chiama Landers chiedendogli aiuto. Poco dopo arriva il detective Carlson che trova Landers vicino al cadavere di Cheryl intento a medicare le ferite di Billy.
Carlson accusa Billy e Tom di aver ucciso Phil Brody e Cheryl punta la sua pistola contro di essi nonostante Julia lo informi che autrice dei delitti era Cheryl. Landers e Carlson hanno una colluttazione, durante la quale Billy riesce ad afferrare la pistola sparando a Carlson più volte. Carlson muore davanti al pianoforte del salotto mentre Billy e Julia si abbracciano e si mettono a piangere.

## Critica
AllMovie ha dato al film 2,5/5 stelle e lo ha definito "un caso davvero unico nel gruppo dei film slasher negli anni '80",  che richiama i film horror gotici degli anni '60.  Kevin Thomas del Los Angeles Times ha scritto: "Grazie alla regia decisa di Asher, "Night Warning" combina l'umorismo nero scandaloso con una psicologia convincente." Variety lo ha definito "un bel film psicologico horror" nel quale Tyrrell "gives a tour-de-force performance".  In Horror Movies of the 1980s, John Kenneth Muir ha dato al film 3,5/4 stelle. Muir lo ha definito "un vero gioiello del decennio" e "la visione cinematografica della maternità più distorta e bizzarra degli anni '80".

## Premi e nomination
| Anno | Manifestazione | Premio                 | Categoria               | Ricevente  | Risultato       |
| ---- | -------------- | ---------------------- | ----------------------- | ---------- | --------------- |
| 1982 | Saturn Awards  | Golden Scroll of Merit | Outstanding Achievement | Bo Svenson | Vincitore/trice |
| 1982 | Saturn Awards  | Saturn Award           | Best Low-Budget Film    | N.D.       | Candidato/a     |

## Distribuzione
- Presentato in anteprima mondiale (premiere) nel giugno 1981 ad Albuquerque, in Nuovo Messico
- Inedito in Italia

## Curiosità
- Il ruolo di Cheryl Roberts venne scritto per Patty Duke.
- Il film (con il titolo "Nightmare Maker") era uno degli originali video nasty britannici dell'elenco della DPP 72. È stato successivamente presentato per un certificato video britannico (col titolo "The Evil Protege") nel 1987 ma è stato respinto dal BBFC.
- Daryl Hannah e Ally Sheedy fecero provini per il ruolo di Julia.

## Citazioni cinematografiche
- In una scena viene fatto riferimento al film Buio Omega (1979).
- La scena dell'incidente stradale è un rimando al film Macabro (1980).